# Amolops hongkongensis
Amolops hongkongensis és una espècie de granota que viu a Hong Kong amenaçada d'extinció per la destrucció de l'hàbitat.